# Devrouze
Devrouze ist eine französische Gemeinde im Département Saône-et-Loire in der Region Bourgogne-Franche-Comté. Sie gehört zum Arrondissement Louhans und zum Kanton Pierre-de-Bresse. Der Ort hat 328 Einwohner (Stand 1. Januar 2022), sie werden Devrouziens, resp. Devrouziennes genannt und als Übername mit Les Ébaqués gefoppt.

## Geografie

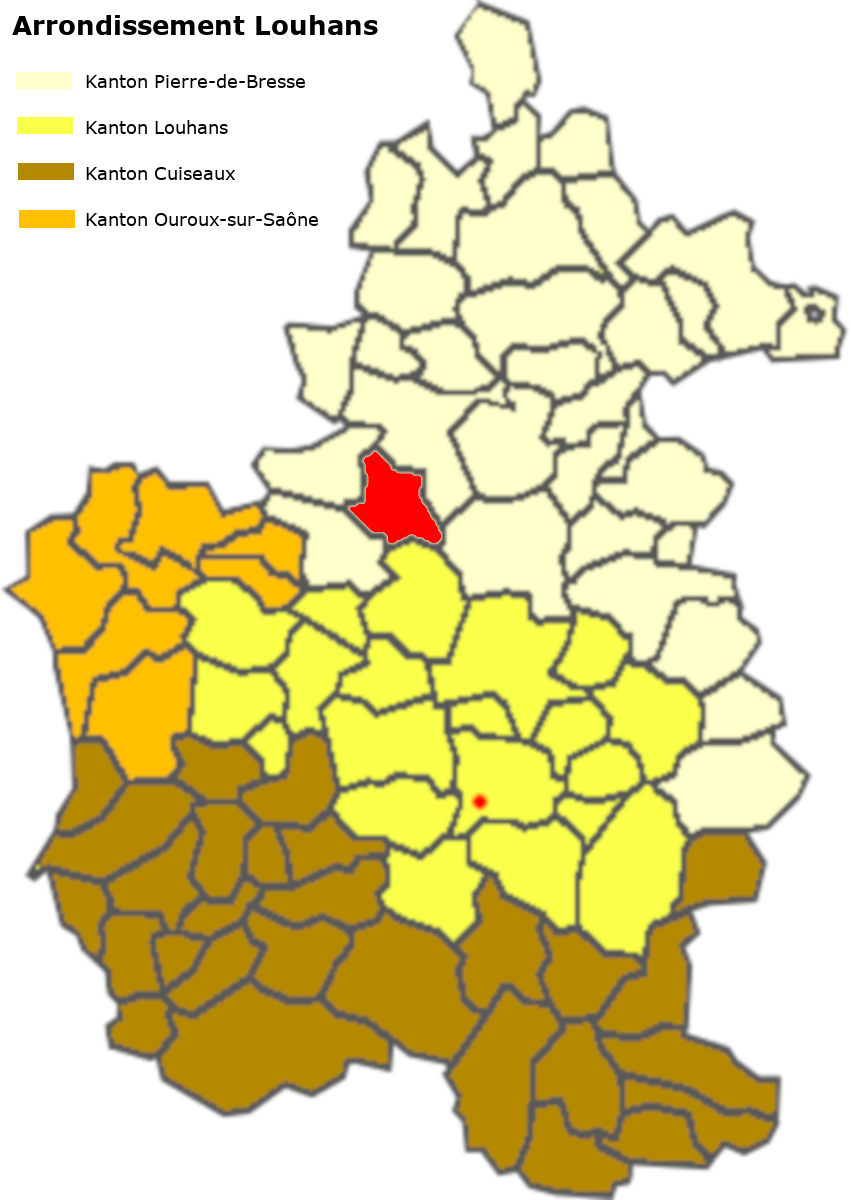
Lage der Gemeinde im Arrondissement Louhans

Die Gemeinde liegt in der Landschaft Bresse, im nördlichen Drittel des Arrondissement Louhans und grenzt im Süden an den Kanton Louhans. Die Ostgrenze der Gemeinde wird durch den Ruisseau Briant gebildet, das südliche Gemeindegebiet wird durch den Ruisseau de la Chassaigne entwässert. Er nimmt etliche Biefs auf, künstliche Wasserläufe, die zur Bewirtschaftung der Étangs dienen. Im nördlichen Gemeindegebiet entspringen zudem La Florence und Le Colombier. Offiziell werden sechs Étangs in der Gemeinde aufgeführt. Östlich von Devrouze zieht sich in Nord-Süd-Richtung die Departementsstraße D996 durch das Gemeindegebiet, südlich des Ortes die Departementsstraße D24, die beiden Straßen kreuzen sich im Weiler Quain. Das nördliche Gemeindegebiet weist einen ausgeprägten Waldgürtel auf, der südliche Teil wird fast ausschließlich landwirtschaftlich genutzt. Die Gemeinde ist stark zersiedelt, zu ihr gehören folgende Weiler und Fluren: la Barrière, le Bouchat, Champ-Morey, la Chassagne, Diombe, l’Epinglier, les Euvrards, les Henrys, Meix-Colin, Montflin, Moulin-Mercey, Quain, les Quatre-Chemins, Ronfand, les Trois-Demoiselles, Voite, les Vyons.

### Klima
Das Klima in Devrouze ist warm und gemäßigt. Es gibt das ganze Jahr über deutliche Niederschläge, selbst der trockenste Monat weist noch hohe Niederschlagsmengen auf. Die Klassifikation des Klimas nach Köppen und Geiger ist Cfb ((Gemäßigtes) Ozeanklima). Die Temperatur liegt im Jahresdurchschnitt bei 12,0 °C. Der wärmste Monat ist der Juli mit einer Durchschnittstemperatur von 21,2 °C, der kälteste der Januar mit 3,3 °C. Über ein Jahr verteilt summieren sich die Niederschläge auf 1081 mm, dabei ist der November mit 117 mm der niederschlagsreichste, während Juli als trockenster Monat 72 mm aufweist. Über das ganze Jahr werden etwa 2764 Sonnenstunden gezählt.
|                        | Jan | Feb | Mär  | Apr  | Mai  | Jun  | Jul  | Aug  | Sep  | Okt  | Nov  | Dez |   |      |
| Mittl. Temperatur (°C) | 3,3 | 3,9 | 7,5  | 11,2 | 15,1 | 19,2 | 21,2 | 20,8 | 17,0 | 12,9 | 7,4  | 4,1 | ⌀ | 12   |
| Mittl. Tagesmax. (°C)  | 6,2 | 7,7 | 12,0 | 15,8 | 19,5 | 23,9 | 25,9 | 25,6 | 21,5 | 17,0 | 10,5 | 6,8 | ⌀ | 16,1 |
| Mittl. Tagesmin. (°C)  | 0,6 | 0,6 | 3,2  | 6,4  | 10,3 | 14,2 | 16,2 | 15,9 | 12,7 | 9,2  | 4,4  | 1,5 | ⌀ | 8    |
|                        |     |     |      |      |      |      |      |      |      |      |      |     |   |      |
| Niederschlag (mm)      | 98  | 83  | 80   | 90   | 93   | 77   | 72   | 73   | 87   | 104  | 117  | 107 | Σ | 1081 |

| 0,6 |

| 0,6 |

| 3,2 |

| 6,4 |

| 10,3 |

| 14,2 |

| 16,2 |

| 15,9 |

| 12,7 |

| 9,2 |

| 4,4 |

| 1,5 |

| 0,6 |

| 0,6 |

| 3,2 |

| 6,4 |

| 10,3 |

| 14,2 |

| 16,2 |

| 15,9 |

| 12,7 |

| 9,2 |

| 4,4 |

| 1,5 |

## Toponymie
Der Ort wird erstmals 1454 als Debvrouse erwähnt. Die Herkunft des Namens ist nicht klar, allenfalls kann er auf den keltischen Begriff Dubro für fließendes Wasser zurückgeführt werden.
Es ist davon auszugehen, dass der Ort Devrouze nicht die älteste Siedlung im Gemeindegebiet ist, bereits 1364 wird Dyombes (heute Diombe) erwähnt. 1374 tauchen Cuens auf (heute Quain) und Hugue de Vartes (heute Voite) wird genannt. 1376 wird zudem Ronfand erstmals erwähnt.

## Geschichte
Die Herrschaft Devrouze gehörte zur Baronie Mervans, zusammen mit Diconne und war im Besitz von verschiedenen Familien. Zu Beginn des 16. Jahrhunderts gehörte sie Léonarde de Beaumont, die 1530 Jean Bataille heiratete. Später gelangte sie an Hugues de Mâlain, dann an Jeanne de Mâlain, die sie 1579 ihrem Neffen Jérôme de Biollet vermachte. In der Folge übernahmen die Fyot 1660 die Herrschaft. Nach weiteren Besitzerwechseln innerhalb der Familie wurde Claude Fyot, Graf von Bosjean, Eigentümer. Er war der erste Präsident des Parlement von Burgund, zu seinen Gunsten wurde 1736 sein Besitz in ein Marquisat erhoben. 1804 wurde die Herrschaft aufgeteilt in Diconne und Devrouze. Devrouze war ein Kirchensprengel von Diconne, 1863 wurde die Kirche erbaut und dem Heiligen Martin geweiht. Im Weiler Henrys bestand zudem eine Kapelle. Ronfand bildete eine eigene Herrschaft. Einer der Besitzer, Arnoux de Ronfand ließ dort ein modernes Schloss erbauen, das 1863 vollständig neu erbaut wurde. Der Bahnhof St-Germain-Devrouse wurde 1997 geschlossen. In den Weilern Quain und Mercey bestanden Mühlen am Flüsschen Briant, im Ort und in Quatre Chemins bestanden Schmieden. In Quain bestand ein Betrieb der Hühnerfedern verarbeitete und einer der Mauersteine herstellte, die zum Bau der bressanischen Häuser benötigt wurden. 1901 wurde die Mairie-École erbaut. 1988 wurden noch 24 Landwirtschaftsbetriebe gezählt.

### Heraldik
Die Gemeinde verwendet ein geviertes Wappen, wobei der Schildkopf vom Wappen des Départements Saône-et-Loire übernommen wurde. Darunter rechts (heraldisch) ein steigender silberner Löwe, links (heraldisch) eine goldene bewurzelte Eiche. Das Wappen ist neuzeitlich und wurde von Jean-François Binon geschaffen.
Der Löwe, der König der Tiere, gilt allgemein als Symbol von Macht, Tapferkeit und Mut, während die Eiche Kraft, Beständigkeit und Kampf, aber auch Fruchtbarkeit symbolisiert. Der Hermelinlöwe bezieht sich hier auf die Gegend, in der der Ort liegt, nämlich die Bresse, deren inoffizielles regionales Wappen der steigende Hermelinlöwe auf Blau ist.

## Bevölkerung
| Devrouze: Einwohnerzahlen von 1793 bis 2020 | Devrouze: Einwohnerzahlen von 1793 bis 2020 | Devrouze: Einwohnerzahlen von 1793 bis 2020 | Devrouze: Einwohnerzahlen von 1793 bis 2020 | Devrouze: Einwohnerzahlen von 1793 bis 2020 |
| --- | ------------------------------------------- | ------------------------------------------- | ------------------------------------------- | ------------------------------------------- |
| Jahr |                                             |                                             |                                             | Einwohner                                   |
| 1793 | 1793                                        |                                             | 900                                         | 900                                         |
| 1800 | 1800                                        |                                             | 897                                         | 897                                         |
| 1806 | 1806                                        |                                             | 965                                         | 965                                         |
| 1821 | 1821                                        |                                             | 904                                         | 904                                         |
| 1831 | 1831                                        |                                             | 976                                         | 976                                         |
| 1836 | 1836                                        |                                             | 858                                         | 858                                         |
| 1841 | 1841                                        |                                             | 819                                         | 819                                         |
| 1846 | 1846                                        |                                             | 811                                         | 811                                         |
| 1851 | 1851                                        |                                             | 800                                         | 800                                         |
| 1856 | 1856                                        |                                             | 808                                         | 808                                         |
| 1861 | 1861                                        |                                             | 789                                         | 789                                         |
| 1866 | 1866                                        |                                             | 802                                         | 802                                         |
| 1872 | 1872                                        |                                             | 796                                         | 796                                         |
| 1876 | 1876                                        |                                             | 767                                         | 767                                         |
| 1881 | 1881                                        |                                             | 800                                         | 800                                         |
| 1886 | 1886                                        |                                             | 793                                         | 793                                         |
| 1891 | 1891                                        |                                             | 825                                         | 825                                         |
| 1896 | 1896                                        |                                             | 807                                         | 807                                         |
| 1901 | 1901                                        |                                             | 783                                         | 783                                         |
| 1906 | 1906                                        |                                             | 796                                         | 796                                         |
| 1911 | 1911                                        |                                             | 785                                         | 785                                         |
| 1921 | 1921                                        |                                             | 694                                         | 694                                         |
| 1926 | 1926                                        |                                             | 685                                         | 685                                         |
| 1931 | 1931                                        |                                             | 643                                         | 643                                         |
| 1936 | 1936                                        |                                             | 588                                         | 588                                         |
| 1946 | 1946                                        |                                             | 575                                         | 575                                         |
| 1954 | 1954                                        |                                             | 527                                         | 527                                         |
| 1962 | 1962                                        |                                             | 510                                         | 510                                         |
| 1968 | 1968                                        |                                             | 435                                         | 435                                         |
| 1975 | 1975                                        |                                             | 341                                         | 341                                         |
| 1982 | 1982                                        |                                             | 305                                         | 305                                         |
| 1990 | 1990                                        |                                             | 275                                         | 275                                         |
| 1999 | 1999                                        |                                             | 251                                         | 251                                         |
| 2006 | 2006                                        |                                             | 273                                         | 273                                         |
| 2009 | 2009                                        |                                             | 289                                         | 289                                         |
| 2014 | 2014                                        |                                             | 317                                         | 317                                         |
| 2020 | 2020                                        |                                             | 317                                         | 317                                         |
| Quelle(n): EHESS/Cassini bis 2006, ab 2009 INSEE Anmerkung(en): • Ab 1962 offizielle Zahlen ohne Einwohner mit Zweitwohnsitz • Höchste Einwohnerzahl 1831 mit 976, tiefste Einwohnerzahl 1999 mit 251 (37,3 % vom Maximum) |                                             |                                             |                                             |                                             |

| Bevölkerungsstruktur | Anzahl Einwohner | männlich | weiblich | davon Ausländer | Anteil % |
| -------------------- | ---------------- | -------- | -------- | --------------- | -------- |
|                      | 323              | 166      | 157      | 23              | 7,3      |

| Männer | Alterstufe | Frauen |
| ------ | ---------- | ------ |
| 0      | 90 + älter | 0      |
| 19     | 75–89      | 13     |
| 28     | 60–74      | 33     |
| 25     | 45–59      | 33     |
| 34     | 30–44      | 28     |
| 25     | 15–29      | 16     |
| 32     | 0–14       | 31     |

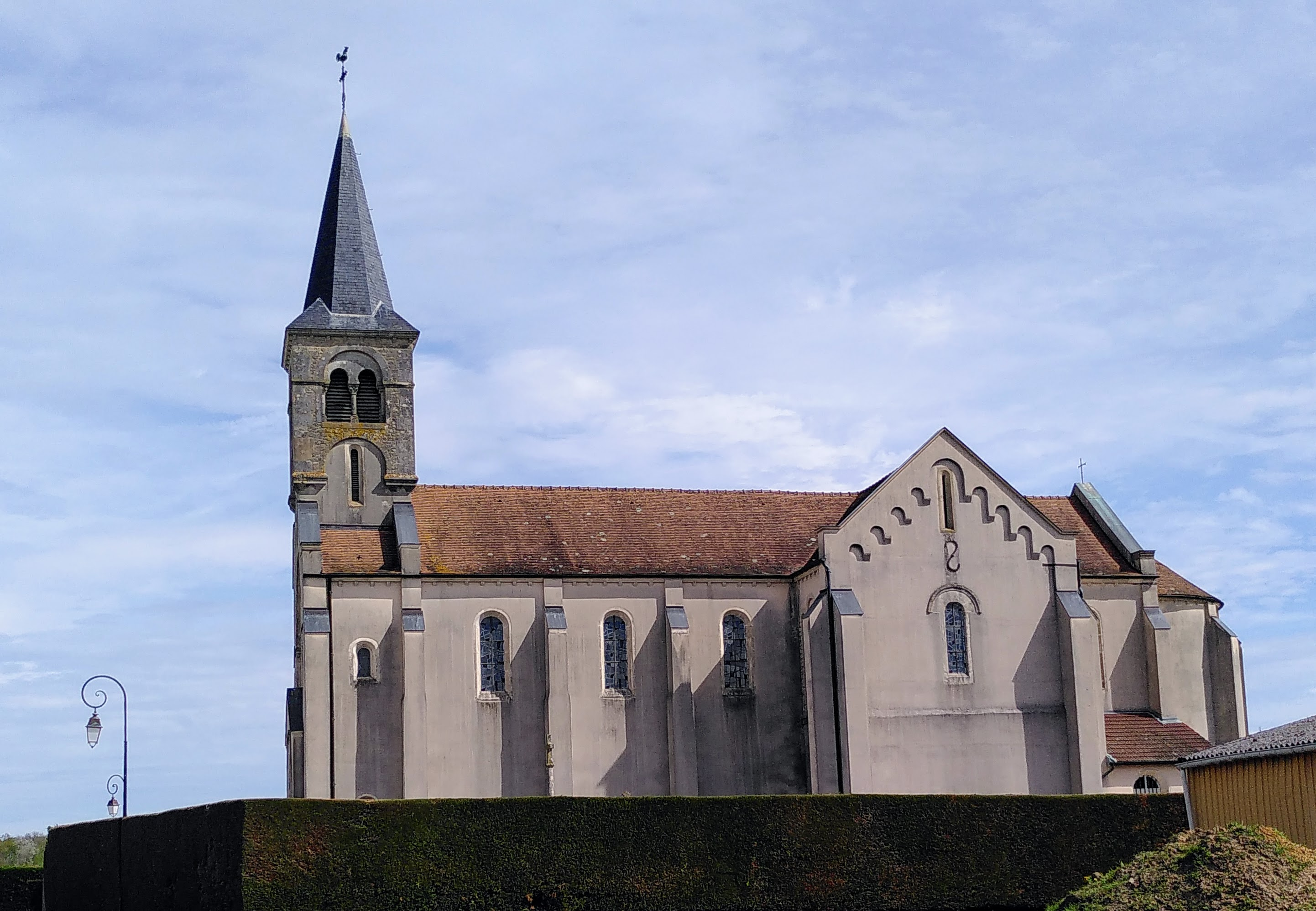
Sankt Martins-Kirche von Devrouze

Die Bevölkerungsstruktur ist nahezu ausgeglichen, wobei die Männer 51 % der Bevölkerung ausmachen. Dabei sind 51 % der Bevölkerung jünger als 45 Jahre sind. Demgegenüber sind 30 % der Einwohner älter als 60 Jahre und damit im Rentenalter.
| Wohnstruktur               | Anzahl Wohneinheiten | davon Häuser | Wohnungen | sonstige |
| -------------------------- | -------------------- | ------------ | --------- | -------- |
|                            | 169                  | 168          | 1         |          |
| davon Hauptwohnsitz        | 141                  |              |           |          |
| Zweit- oder Ferienwohnsitz | 24                   |              |           |          |
| vakant                     | 4                    |              |           |          |

## Wirtschaft und Infrastruktur

### Unternehmen, Betriebe, Ladengeschäfte und Einrichtungen
In der Gemeinde befinden sich nebst Mairie und Kirche folgende Unternehmen nach Branchen:
| Branche                                                           | Anzahl Betriebe |
| ----------------------------------------------------------------- | --------------- |
| Industrie und verarbeitendes Gewerbe                              | 2               |
| Baugewerbe                                                        | 1               |
| Groß- und Einzelhandel, Verkehr, Beherbergung und Gastronomie     | 3               |
| Information und Kommunikation                                     |                 |
| Finanz- und Versicherungsdienstleistungen                         |                 |
| Grundstücks- und Wohnungswesen                                    | 2               |
| Freiberufliche, wissenschaftliche und technische Dienstleistungen | 2               |
| Öffentliche Verwaltung, Unterricht, Gesundheits- und Sozialwesen  |                 |
| Sonstige Dienstleistungen                                         | 1               |
| Land- und Forstwirtschaftsbetriebe                                | 8               |

In der Gemeinde befinden zwei Autogaragen, eine Schreinerei/Zimmerei und ein Elektriker. Für die Güter des täglichen Bedarfs versorgen sich die Einwohner in Mervans oder Saint-Germain-du-Bois.

### Geschützte Produkte in der Gemeinde
Als AOC-Produkte sind in Devrouze Crème et beurre de Bresse, Volaille de Bresse und Dinde de Bresse zugelassen.

### Bildungseinrichtungen
In der Gemeinde besteht eine École primaire (École maternelle und École élémentaire), die der Académie de Dijon untersteht und von 36 Kindern besucht wird. Für die Schule gilt der Ferienplan der Zone A.

## Persönlichkeiten
- Maurice Blanchot (* 22. September 1907 im Weiler Quain; † 20. Februar 2003 in Paris-Yvelines) war ein französischer Journalist, Literaturtheoretiker und Schriftsteller.